# Jamie Luner
Jamie Michelle Luner (Palo Alto (California), 12 mei 1971) is een Amerikaans actrice, bekend vanwege televisiewerk.

## Carrière
Luner begon haar carrière als actrice al als kind, toen ze in 1974 in haar eerste reclame te zien was. Ze bleef actief werken voor reclames tot 1979.
Luner kreeg voor het eerst rollen in televisieseries op 16-jarige leeftijd, met een terugkerende rol in Growing Pains. Ze werd al snel opgemerkt en kreeg in 1988 een rol in Just the Ten of Us.
Luner verliet hierna de televisie-industrie om een chef te worden, maar keerde al in 1993 weer terug, met de rol van een tienerprostituee in de televisiefilm Moment of Truth: Why My Daughter?. Nadat ze in nog meer televisiefilms te zien was, kreeg ze in 1996 een van de hoofdrollen in de televisieserie Savannah. Nadat de serie in 1997 al werd stopgezet, kreeg Luner hetzelfde jaar nog de rol van "Lexi Sterling" in de populaire serie Melrose Place. Ze was verder nog te zien in Profiler in het 1999-2000 seizoen.
Luner is nog steeds actief als actrice in televisiefilms, maar is tegenwoordig voornamelijk te zien als chef in een Frans restaurant.

## Filmografie
- 1982:The Rules of Marriage
- 1993:Moment of Truth: Why My Daughter?
- 1994:Moment of Truth: Cradle of Conspiracy
- 1994:Confessions of a Sorority Girl
- 1994:Tryst
- 1994:The St. Tammany Miracle
- 1996:Savannah
- 1999:Friends & Lovers
- 2000:Sacrifice
- 2002:Warrior
- 2003:Threshold
- 2005:Blind Injustice
- 2005:The Suspect
- 2005:Stranger in My Bed
- 2006:The Perfect Marriage
- 2007:Nuclear Hurricane
- 2013:The Cheating Pact

- Bibliothèque nationale de France: cb15767281c (data)
- International Standard Name Identifier: 0000 0001 2124 028X
- Library of Congress Control Number: no2011116034
- Système universitaire de documentation: 133550133
- Virtual International Authority File: 22470393
- WorldCat: E39PBJx8Gvr8dTT6QFR3GfPqQq